# José Félix de Lequerica
José Félix de Lequerica Erquiza (Bilbao, 30 de enero de 1890-Guecho, 9 de junio de 1963) fue un político y diplomático español. Fue ministro de Asuntos Exteriores durante el primer franquismo. 

## Biografía

### Origen familiar
Nacido en el seno de una familia burguesa, fue hijo del empresario e ingeniero industrial José Lequerica Aguirre y de Eloísa Erquiza Meabe, ambos bilbaínos. Sus abuelos paternos fueron José Salvador Lequerica Bergareche, natural de Bilbao, y Josefa Aguirre Balanzategui, de Oñate (Guipúzcoa). Su bisabuelo, Agustín Lequerica, fue alcalde de Bilbao entre 1809 y 1810. José Félix nació en el domicilio paterno, en la Plaza Nueva de Bilbao. Tuvo tres hermanos (Enrique, Luis y Ramón) y una hermana (María Teresa). Los Lequerica eran una familia de cierto estatus, de tradición empresarial, alrededor de firmas como Compañía Anónima la Basconia, Tubos Forjados o Vidrieras Españolas de Lamiaco; familia relacionada con la gran burguesía vizcaína, aunque humilde. Siendo embajador de Franco en París, el 28 de diciembre de 1942, a los 52 años de edad, contrajo matrimonio en la capital francesa con la bilbaína María Josefa Ramírez San Román y no tuvieron hijos.

### Estudios
Tras pasar por diferentes colegios vizcaínos, logró el grado de bachiller en el instituto provincial de Bilbao. En 1904 ingresó como alumno externo en la Universidad de Deusto para estudiar Filosofía y Letras, así como Derecho. Participó activamente en las asociaciones universitarias Apostolado de la oración y Academia de derecho y literatura San Luis Gonzaga, presentando trabajos, publicando sus primeros artículos, impartiendo conferencias y ocupando cargos de dirección. Se licenció en Filosofía y Letras en 1908, y en Derecho en 1911, en la Universidad de Deusto. Fue un estudiante aplicado que destacó en ambas carreras. A continuación se desplazó a la Universidad Central de Madrid para realizar los cursos de doctorado. Obtuvo el grado de doctor en Derecho en 1912 con la calificación de sobresaliente, con la tesis titulada Estudios acerca del sindicalismo, que trataba especialmente sobre el anarcosindicalismo de Georges Sorel. En esta época se movió en el ambiente intelectual madrileño y pudo impartir algunas conferencias en el Ateneo. Sus calificaciones le posibilitaron obtener una beca de la Junta de Ampliación de Estudios para proseguir su formación en la London School of Economics, reforzando esta experiencia sus conocimientos del mundo anglosajón que reveló más tarde en sus escritos y conferencias, así como, en general, de toda la cultura moderna, en especial la francesa, como lector precoz de Proust y admirador del Siglo de Oro Español.

### Preocupación cultural y periodística
Fue miembro asiduo de la tertulia literaria del café Lion D’Or de Bilbao. En la que participaban, entre otros, Pedro Eguillor, Ramón de Basterra, Rafael Sánchez Mazas, Joaquín Zuazagoitia y Pedro Mourlane Michelena. Todos ellos se inscribían en el ambiente artístico noucentista. Georges Sorel, Charles Maurras, Maurice Barrès, eran sus modelos internacionales. Colaboraban en el periódico maurista El Pueblo Vasco de Bilbao y apostaban por un monarquismo españolista y conservador opuesto al nacionalismo vasco. Lequerica fue miembro del primer consejo de dirección de la revista cultural Hermes (1917-1922), donde publicó un par de artículos en 1917. Durante la dictadura continuó escribiendo sobre temas de política, literatura y arte, tanto en El Pueblo Vasco de Bilbao como en El Sol de Madrid.

### Inicios en la carrera política
Se inició en la política de la mano de Juan T. Gandarias y Durañona.
Estuvo vinculado al maurismo desde sus inicios en la actividad política. Llegó a ser elegido Diputado a Cortes con la edad mínima legal exigida para ello, 25 años. Fue diputado por el distrito de Illescas (Toledo) entre 1919 y 1920. En 1921 ocupó el cargo de subsecretario de la Presidencia durante el gabinete de gobierno de Antonio Maura.

### Durante la Dictadura de Primo de Rivera
Durante la dictadura de Primo de Rivera se mantuvo sin colaborar con el régimen, al margen de la política, por fidelidad a su mentor político, Antonio Maura, que mantenía una postura opuesta a la dictadura. En 1924 fue uno de los cofundadores del diario vespertino La Noche. Durante esos años escribió artículos dominicales en El Pueblo Vasco, en los que mostraba una actitud crítica con el gobierno, especialmente con sus métodos y lenguaje, aunque también reconocía sus logros positivos. Obtuvo bastante popularidad por esos artículos, que fueron recogidos en un 1928 en un volumen titulado Soldados y políticos. El 22 de mayo de 1927, en uno de esos artículos titulado "El sentido de la dictadura" pide la creación de una "escuela de pensamiento reaccionario moderno".
Lequerica estuvo dedicado durante esos años principalmente a los negocios en varias empresas : Vidrieras Españolas de Llodio, La Basconia, Banco Urquijo, etc..

### Segunda República y Guerra Civil
Antes de la llegada de la Segunda República seguía vinculado a los movimientos monárquicos tradicionales, pero con la llegada de la República se produjo su distanciamiento de estos. Los monárquicos leales a Alfonso XIII le ofrecieron dirigir su movimiento cuando el rey se encontraba en todavía en Francia, al poco de exiliarse, pero por alguna razón Lequerica declinó la oferta. Enfrentado a la derecha tradicional católica y vetado por ésta, fue entablando contacto con los nuevos movimientos nacional-sindicalistas que surgieron esos años. Fue colaborador temprano de Ramiro Ledesma Ramos, al que ayudó en la financiación del semanario La Conquista del Estado en 1931. Durante esos años desde la prensa conservadora vasca y desde la revista de las JONS mantuvo una postura hostil y combativa contra el nacionalismo vasco. En 1932 fue detenido a raíz del fallido intento de golpe de Estado de la Sanjurjada.
Cuando estalló el golpe de Estado que dio lugar a la Guerra Civil, Lequerica se encontraba en París. Regresó a España e ingresó en la Falange. Durante la guerra fue nombrado por la Junta Técnica del Estado que gobernaba en territorio franquista alcalde de Bilbao. Ocupó este cargo entre 1938 y 1939.

### Embajador en Francia
En 1939, fue enviado a Francia como embajador. Sus informes durante la caída de Francia estuvieron imbuidos de un acervado antisemitismo, calificando a Paul Reynaud y a Georges Mandel como miembros del «clan belicista y judío inglés» y aludiendo a las potenciales «hecatombes gratas al genio catastrófico de las gentes del pueblo elegido» que se podían ocasionar «en unión con la judería americana». Ocuparía sin solución de continuidad la embajada en el régimen de Vichy, estado satélite de la Alemania nazi. Como embajador destacó por la persecución implacable a que sometió a los exiliados de la guerra en España. Consiguió que Max Aub fuera deportado a Argelia, la prisión para Federica Montseny en Dordoña y la detención y entrega a la dictadura franquista de dirigentes republicanos como Lluís Companys, Julián Zugazagoitia o Juan Peiró, que serían fusilados. Se llegó a instalar en Montauban para coordinar la operación de secuestro de Manuel Azaña, sin éxito. En 1943 fue condecorado con la Legión de Honor por el mariscal Petain.

### Ministro de exteriores
Cuando en agosto de 1944 falleció Francisco Gómez-Jordana Sousa, ministro de Asuntos Exteriores, Lequerica accedió a la cartera que quedaba vacante. Desempeñó el cargo durante algo menos de un año, hasta julio de 1945, coincidiendo su cargo aproximadamente con el último año de la Segunda Guerra Mundial.
Desde su puesto trató de romper su vinculación con las potencias que iban a resultar derrotadas en la guerra y con las que había mantenido el régimen franquista relaciones amistosas y de cooperación. Cabe destacar como ejemplo que, tras la Masacre de Manila, en la que se vieron afectados ciudadanos españoles, entregó al ministro plenipotenciario nipón en Madrid, Yakishiro Suma, una notificación de la ruptura de relaciones entre ambos países.
Se sabe que un joven diplomático español destinado en Budapest, Ángel Sanz-Briz, remitió dos documentos en agosto de 1944, escritos por dos jóvenes eslovacos y por un huido polaco que lograron escapar del campo de exterminio de Auschwitz-Birkenau, al recién nombrado ministro de Asuntos Exteriores Lequerica. Estos informes se incluían en los conocidos como Protocolos de Auschwitz, difundidos por las autoridades estadounidenses y entregados a Sanz Briz por el Comité de Ayuda y Rescate de Budapest, una organización sionista. Este informe, que revelaba al mundo las atrocidades del Holocausto, motivó que desde entonces los diplomáticos españoles se implicasen en la protección y evacuación de los judíos europeos.
El 23 de octubre de 1944 Lequerica envió un telegrama a la Legación de Budapest para que salvase a los judíos del Holocausto:

Embajador Washington a petición representante Congreso Judío Mundial ruega se extienda protección a mayor número judíos perseguidos. Sírvase VE informar en qué forma se puede atender lo solicitado con mayor espíritu de benevolencia y humanidad tratando de buscar soluciones prácticas para que la actuación de esa legación resulte lo más eficaz posible y abarque en primer lugar a los sefarditas de nacionalidad española, en segundo lugar a los de origen español y finalmente el mayor número posible de los demás israelita [sic].

### Representante en Washington
En 1945 fue nombrado inspector general de embajadas, con categoría de embajador y residencia en Washington. Su misión fue la de restablecer relaciones diplomáticas con los Estados Unidos y lograr así que el régimen franquista fuera reconocido por este país. Este primer objetivo fue logrado en 1951, tras lo cual fue nombrado embajador en Washington. En su cargo desarrolló una gran labor de aproximación que dio como resultado la firma de convenios bilaterales entre ambos países en 1953, conocidos como Pactos de Madrid de 1953.

### Procurador en Cortes
En agosto de 1953 dejó la embajada en Washington y fue nombrado procurador en las Cortes, de las que llegó a ser vicepresidente primero.

### Embajador ante las Naciones Unidas
Después fue el primer embajador permanente de España en las Naciones Unidas (1955).

### Honores y distinciones
Tras su cese en el Ministerio de Asuntos Exteriores, en 1945, Franco le concedió la Gran Cruz de la Muy Distinguida Orden de Carlos III. En junio de 1952 se le concedió el título de doctor honoris causa por la Universidad Católica de Washington. En su villa natal la Sociedad Bilbaína le nombró socio de honor en 1953. Y al año siguiente recibió el homenaje de la Cámara de Comercio de Bilbao. El 14 de diciembre de 1954 fue elegido miembro de la Real Academia de Ciencias Morales y Políticas (medalla 22), tomando posesión el 26 de junio de 1956 con un discurso sobre “La actividad económica de Vizcaya en la vida nacional”. 
Murió en su casa de Gecho (Vizcaya) el 9 de junio de 1963 a los 73 años de edad.